# المعهد العالي الإسلامي بحيدر آباد الهند

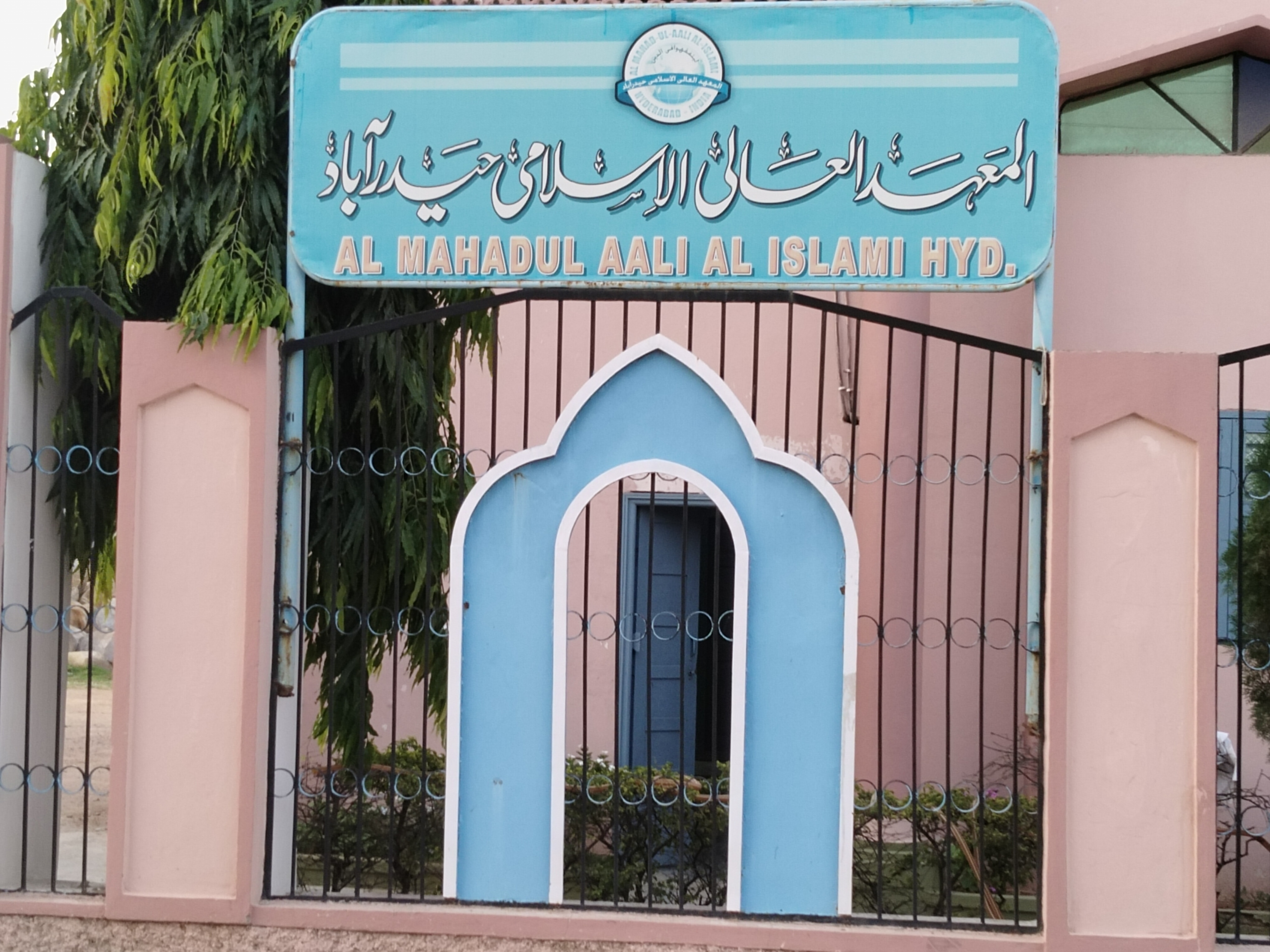
معهد العالي الاسلامي اباد في الهند

المعهد العالي الإسلامي مؤسسة علمية، أنشأه العالم الشيخ خالد سيف الله الرحماني في عام 2000 الميلادي، بمدينة حيدر آباد في الهند، وهذا المعهد يعمل في مجال التعليم والتربية.

## الأقسام العلمية
- قسم الاختصاص في علم القرآن
- قسم الاختصاص في علو الحديث الشريف
- قسم الاختصاص في الفقه الإسلامي والقضاء
- قسم الاختصاص في الدعوة ومقارنة الأديان
- قسم الدبلوم في الأدب العربي الحديث
- قسم الدبلوم في اللغة الإنكليزية
- قسم التحقيق